# Notturno op. 37 n. 2 (Chopin)
Il Notturno op. 37 n. 2 in Sol maggiore è una composizione di Fryderyk Chopin scritta nel 1839.

## Storia
Il brano fu composto da Chopin nel 1839, molto probabilmente ultimato e rifinito mentre si trovava a Nohant nella residenza estiva di George Sand tra la fine di luglio e i primi giorni di agosto. Il compositore, in una lettera all'amico Julian Fontana, scritta proprio da Nohant, dice infatti di aver terminato un nuovo Notturno, in Sol maggiore, che avrebbe dovuto fare il paio con quello precedente in Sol minore. Per l'andamento cullante, simile a una Barcarola, alcuni studiosi hanno ritenuto che la composizione fosse stata se non scritta, quanto meno abbozzata a Maiorca, reminiscenza del canto dei timonieri che portarono il compositore e la compagna sull'isola. L'ipotesi però non ha molto credito; la solare tonalità di Sol maggiore e la dolcezza della melodia sono infatti in contrasto con il periodo difficile passato da Chopin a Valldemossa, afflitto da un peggioramento della malattia, inquieto e demoralizzato.
I due notturni dell'op. 37 furono pubblicati solo nel 1840, prima a Parigi da Troupenas, in seguito da Breitkopf & Härtel e da Wessel. Le trattative per l'edizione furono lunghe e difficili, curate come sempre dal fedele amico del compositore, Julian Fontana. 

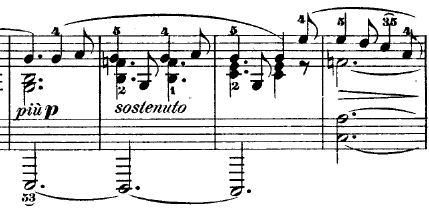
Secondo tema del Notturno

## Analisi

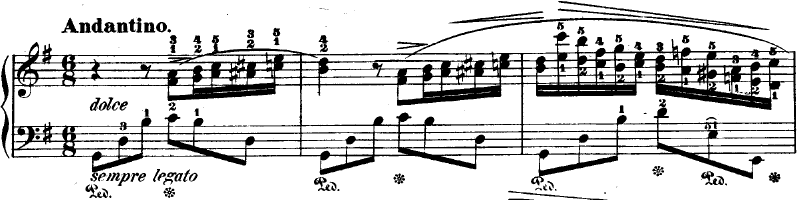
Battute d'apertura del Notturno in Sol maggiore

Il Notturno ha una struttura divisa in quattro sezioni e presenta due temi principali, uno più legato alla sonorità del pianoforte, l'altro più cantabile e lirico, simile per alcuni aspetti al Notturno op. 9 n. 2. Altra analogia si può trovare con la seconda ballata in Fa maggiore, scritta precedentemente, ma completata e rifinita nello stesso periodo del Notturno; tutti e due i brani sono in 6/8 e in quattro sezioni, la parte più cantabile ha lo stesso ritmo simile a una barcarola.
I due temi del Notturno si alternano e sono tutti e due di notevole fattura; il secondo, in particolare, nella sua semplicità ha un aspetto sognante, lirico, dotato di un fascino particolare tanto che il critico Huneker lo ha definito come «la più bella melodia che Chopin abbia mai scritto». In effetti la sottile armonia del brano, realizzata con inusitate modulazioni, ha del sorprendente nella sua assoluta naturalezza ed eleganza. I due motivi vengono ripresi più volte, sempre con piccole varianti sia nella lunghezza, sia nell'accompagnamento fino all'ultima sezione, la più breve; la Coda conclusiva ripropone in sole sei battute la melodia serena e cantabile per chiudere sulla tonica, in uno dei pochissimi ppp chopiniani, come con un sussurro.